# Laifeng
För andra betydelser, se Laifeng (olika betydelser).
Laifeng är ett härad som lyder under den autonoma prefekturen Enshi i Hubei-provinsen i centrala Kina. Det ligger omkring 510 kilometer väster om provinshuvudstaden Wuhan.